# Cheshire (Ohio)

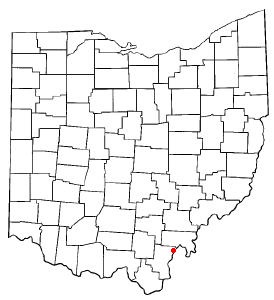
Cheshire na planie stanu Ohio

Cheshire – wieś w USA, hrabstwie Gallia, w stanie Ohio. W roku 2002 American Electric Power Company osiągnęła porozumienie z mieszkańcami na kwotę 20 milionów dolarów dotyczące wykupu ich ziemi.
W roku 2010, 15,2% mieszkańców było w wieku poniżej 18 lat, 6,9% było w wieku od 18 do 24 lat, 16,6% od 25 do 44 lat, 37,1% od 45 do 64 lat, 24,2% było w wieku 65 lat lub starszych. We wsi było 53,0% mężczyzn i 47,0% kobiet.